# Ridgeway (Virginia)
Ridgeway es un lugar designado por el censo en el  condado de Henry, Virginia  (Estados Unidos). Según el censo de 2010 tenía una población de 742 habitantes.
Allí se encuentra Martinsville Speedway, un autódromo que ha albergado carreras de la Copa NASCAR desde 1949.

## Demografía
Según el censo del 2000, Ridgeway tenía 775 habitantes, 310 viviendas, y 221 familias. La densidad de población era de 318,3 habitantes por km².
De las 310 viviendas en un 31,3%  vivían niños de menos de 18 años, en un 54,2%  vivían parejas casadas, en un 13,2% mujeres solteras, y en un 28,4% no eran unidades familiares. En el 26,1% de las viviendas  vivían personas solas el 10,6% de las cuales correspondía a personas de 65 años o más que vivían solas. El número medio de personas viviendo en cada vivienda era de 2,5 y el número medio de personas que vivían en cada familia era de 3,01.
Por edades la población se repartía de la siguiente manera: un 25,4% tenía menos de 18 años, un 6,1% entre 18 y 24, un 27,7% entre 25 y 44, un 28,4% de 45 a 60 y un 12,4% 65 años o más.
La edad media era de 39 años.  Por cada 100 mujeres de 18 o más años  había 80,6 hombres.
La renta media por vivienda era de 34.196$ y la renta media por familia de 39.500$. Los hombres tenían una renta media de 27.109$ mientras que las mujeres 21.146$. La renta per cápita de la población era de 16.054$. En torno al 12,1% de las familias y el 12% de la población estaban por debajo del umbral de pobreza.

## Localidades adyacentes
El siguiente diagrama muestra a las localidades más próximas a Ridgeway.